# Rudi Hoffmann
Rudi Hoffmann (* 30. August 1924 in Höxter; † 18. Juli 2008 in Bensheim) war ein deutscher Spieleautor. 1989 wurde sein Spiel Café International das Spiel des Jahres und für sein Spiel Maestro erhielt er im selben Jahr den Goldenen Pöppel.
Nach dem Studium an der Kunstakademie Karlsruhe arbeitete er unter anderem als Buchautor und Keramiker. Nach jahrelanger Tätigkeit als Werbegrafiker und Illustrator begann er 1964 mit dem Erfinden von Spielen. Dabei waren ihm seine Kenntnisse aus dem Graphikerberuf von Nutzen. Hoffmann galt als einer der renommiertesten Spieleautoren Deutschlands.
Sein Sohn Guido Hoffmann beschäftigt sich seit 1996 ebenfalls mit der Erfindung und Ausstattung von Spielen und beide arbeiteten an der Umsetzung von Ogallala als Kartenspiel und beim Spiel der Türme zusammen.

## Auszeichnungen
- Spiel des Jahres
  - Räuber und Gendarm: Auswahlliste 1981
  - Janus: Auswahlliste 1988
  - Café International: Spiel des Jahres 1989
  - Maestro: Auswahlliste 1989
  - Heuchel & Meuchel: Auswahlliste 1990
  - Spiel der Türme: Auswahlliste 1993
  - Minister: Auswahlliste 1998
- Der Goldene Pöppel
  - Maestro: 1. Platz 1989
  - Café International: 2. Platz 1989
- Deutscher Spiele Preis
  - Spiel der Türme: 7. Platz 1993

## Spiele
Hoffmann begann ab 1964 mit der Erfindung und Konstruktion von Brett- und Kartenspielen aller Art. Er übernahm Auftragsarbeiten und war Mitautor von Büchern zu Spielen.
- 1964 calcul
- 1965 Schmugglerjagd (J. W. Spear & Söhne)
- 1966 4 erste Spiele (Wurstschnappen) (Ravensburger)
- 1966 Ultra 4 Europa Spiel
- 1968 Flora
- 1968 Rette sich wer kann
- 1969 Kletterbaum
- 1969 Lora heiße ich
- 1971 Bist Du sicher? (J. W. Spear & Söhne)
- 1972 Momox (J. W. Spear & Söhne)
- 1972 numeri
- 1972 Hamstern (J. W. Spear & Söhne)
- 1973 Silberdollar
- 1973 El Dorado – Die Reise zur Trauminsel
- 1973 Figuro (J. W. Spear & Söhne)
- 1973 jag und schlag
- 1973 Kopf und Hut
- 1973 Schuss und Tor!
- 1974 Chamäleon
- 1974 Kleider machen Leute
- 1974 Satellit
- 1975 Janus (J. W. Spear & Söhne)
- 1975 Loreley
- 1975 Minister
- 1975 Ogallala
- 1975 Schützenfest
- 1975 Wendelin und Wanda
- 1976 Dorado (Neuauflage von El Dorado)
- 1976 Verkehrsspiel
- 1977 Up the creek (englische Ausgabe von Ogallala)
- 1978 Das große Hessen Spiel (Abwandlung von jag und schlag)
- 1979 das ZDF-Spiel
- 1980 Blackfeet (englische Ausgabe von Ogallala)
- 1980 Starships
- 1981 Räuber und Gendarm
- 1987 Fischer's Fritz fischt große Fische
- 1988 Dorada (Ravensburger)
- 1988 Janus (Neuauflage des Originals)
- 1988 Muros
- 1988 Zwölferturm + Sokrates
- 1989 Café International
- 1989 Ganovenjagd
- 1989 Maestro
- 1989 Meiers gehen wählen
- 1989 Trüffeln schnüffeln
- 1990 Heuchel & Meuchel
- 1992 Nase an Nase
- 1992 Simpel aber genial
- 1993 Hallo Pauker!
- 1993 Spiel der Türme (Schmidt Spiele)
- 1993 Spiele mit Stift und Papier
- 1994 Alles für die Katz (modifizierte Ausgabe von Dorado)
- 1997 Cheeeese Please (modifizierte Ausgabe von Dorado)
- 1998 Fröscheln (modifizierte Ausgabe von Numeri)
- 2000 Halali! (Neuauflage von jag und schlag)
- 2000 Tally Ho! (englische Ausgabe von Halali !)
- 2002 Große Fische kleine Fische (Neuauflage von Fischer's Fritz fischt große Fische)
- 2003 Rette sich wer kann (Neuauflage des Spiels von 1968, Kosmos-Spiele)
- 2003 Crocodile Pool Party (englische Ausgabe von Rette sich wer kann)
- 2009 Numeri (Neuauflage von Fröscheln und Numeri)